# フェリックス・コーツィー
フェリックス・コーツィー（Felix Coetzee、香港表記：高雅志、1959年3月7日 - ）は、南アフリカ共和国出身の元騎手である。

## 来歴
南アフリカでは、1982年からテレンス・ミラード厩舎の所属騎手として活躍する。1985年・1988年・1990年と3度リーディングジョッキーの座を獲得した。
1991年にミラード調教師が引退すると、翌1992年より香港ジョッキークラブに移籍し、香港での騎乗を開始する。1999年からはアンソニー・クルーズ厩舎の所属騎手となる。
2002年11月23日、第3回ジャパンカップダートでレッドサン（Red Sun）に騎乗し、日本での初騎乗を果たす。結果はイーグルカフェの14着に終わった。
2003年/2004年シーズンは、サイレントウィットネス（Silent Witness）で香港スプリントなど、ラッキーオーナーズ（Lucky Owners）で香港マイルなど、ブリッシュラック（Bullish Luck）で香港ゴールドカップを制し、3頭で香港G1・7勝を挙げる。リーディングは64勝で3位だったが、獲得賞金は1位となった。
2004年/2005年シーズンも、香港スプリントをサイレントウィットネスで連覇、香港カップはブリッシュラックで2着、香港マイルはパーフェクトパートナー（Perfect Partner）で2着に入り、香港国際競走4競走中、3競走で連対を果たすなど活躍する。リーディングは81勝で2位、獲得賞金は前年に続き1位となった。
2005年6月5日、第55回安田記念でサイレントウィットネスに騎乗し3着。同年10月2日の第39回スプリンターズステークスでは、サイレントウィットネスに騎乗して優勝し、日本での3回目の騎乗で、初勝利をGIで飾った。
その後、2008年まで香港で騎乗していたが、家族との生活を優先するため、同年12月20日を最後に所属を香港から南アフリカに戻した。しかしその後もクルーズ厩舎の所属馬を中心に大レースでのスポット騎乗を依頼されることが多く、度々香港で騎乗した。
2011年3月26日、シンガポールのロケットマン（Rocket Man）でドバイゴールデンシャヒーンを勝ち、アラブ首長国連邦のG1初制覇。
2014年2月20日をもって騎手を引退。
その後、現役を退いてからは香港に戻り、香港ジョッキークラブの騎手訓練学校で、指導教官として勤務している。

## 主な騎乗馬
- サイレントウィットネス / Silent Witness（2003年・2004年香港スプリント、2005年スプリンターズステークス）
- ブリッシュラック / Bullish Luck（2004年香港ゴールドカップ）
- ヘレンマスコット / Helene Mascot（2008年香港クラシックマイル、香港ダービー）
- ラッキーオーナーズ / Lucky Owners（2003年香港マイル、2004年香港ダービー）
- ロケットマン / Rocket Man（2011年ドバイゴールデンシャヒーン、2011年クリスフライヤーインターナショナルスプリント）